# Verticordia crebra
Verticordia crebra är en myrtenväxtart som beskrevs av Alexander Segger George. Verticordia crebra ingår i släktet Verticordia och familjen myrtenväxter. Inga underarter finns listade i Catalogue of Life.